# Conjunto autocatalítico
Un conjunto autocatalítico es una colección de entidades donde cada una de estas puede ser creada catalíticamente por otras entidades dentro del conjunto, de manera que el conjunto es capaz de catalizar su propia producción. De esta manera se hace referencia a este conjunto como autocatalítico. 
Se refiere principalmente a un sistema en donde las partes se autoproducen, en un ciclo de autoregeneración progresiva para mantener el funcionamiento de este, generando un sistema cerrado cualitativamente sin que el sistema altere su imagen frente al entorno, por ejemplo, las células de la piel se autocatalizan manteniendo así la imagen del sistema.